# فيلي مككولوك (لاعب كرة قدم)
فيلي مككولوك (بالإنجليزية: Willie McCulloch)‏ (24 مايو 1927 في المملكة المتحدة - 7 مارس 2013 في المملكة المتحدة) هو مدرب كرة قدم ولاعب كرة قدم بريطاني في مركز جناح ‏. شارك مع منتخب اسكتلندا الثانوي لكرة القدم ‏. أما مع النوادي، فقد لعب مع نادي سانت ميرين ونادي كيلمارنوك ونادي أردريونيانز ونادي غرينوك مورتون.

## وصلات خارجية
- فيلي مككولوك على موقع قاعدة بيانات كرة القدم.إي يو (الإنجليزية)